# Красный Строитель (Самарская область)
Кра́сный Строи́тель — посёлок в Челно-Вершинском районе Самарской области. Административный центр сельского поселения Красный Строитель.

## История
В 1973 году указом Президиума Верховного Совета РСФСР посёлок совхоза «Красный строитель» переименован в Красный Строитель.

## Население
| 2010 |
| ---- |
| 883  |

## Улицы
| - ул. 1-й мкр, - ул. 2-й мкр, - ул. Первомайская, - ул. Полевая, | - ул. Приовражная, - ул. Рабочая, - ул. Советская, - ул. Школьная. |